# آرورا (فیلیپین)
آرورا و نیز آئورورا یکی از استان‌های کشور فیلیپین است.
این استان در شمال شرقی این کشور قرار گرفته است و بخشی از جزیره لوزون به حساب می‌آید.
مرکز این استان شهر بالر است.
جمعیت آن بیش از یکصد و هفتاد هزار نفر است.
مساحت این استان نیز بیش از سه هزار و دویست کیلومتر مربع است .

## نگارخانه

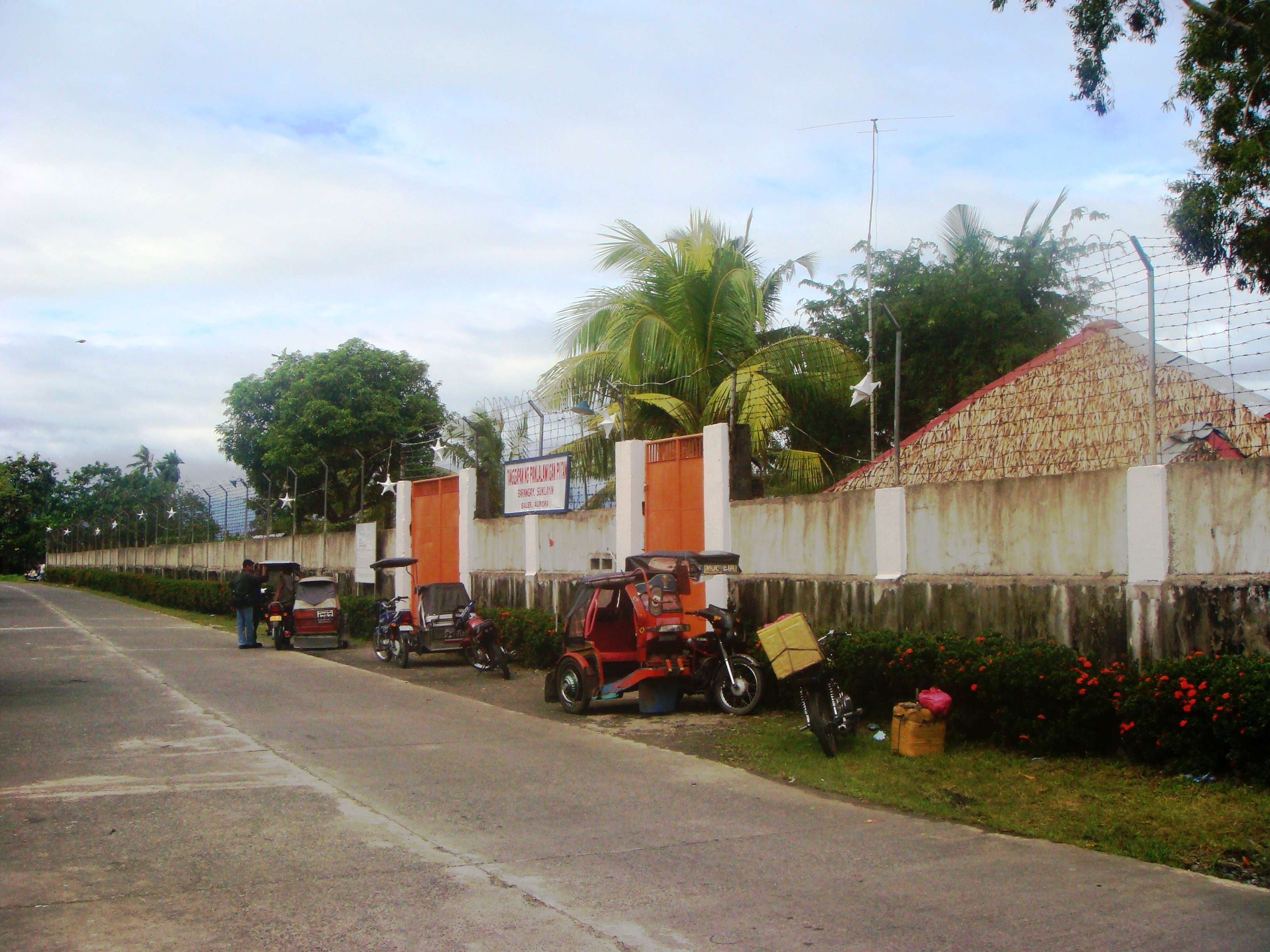
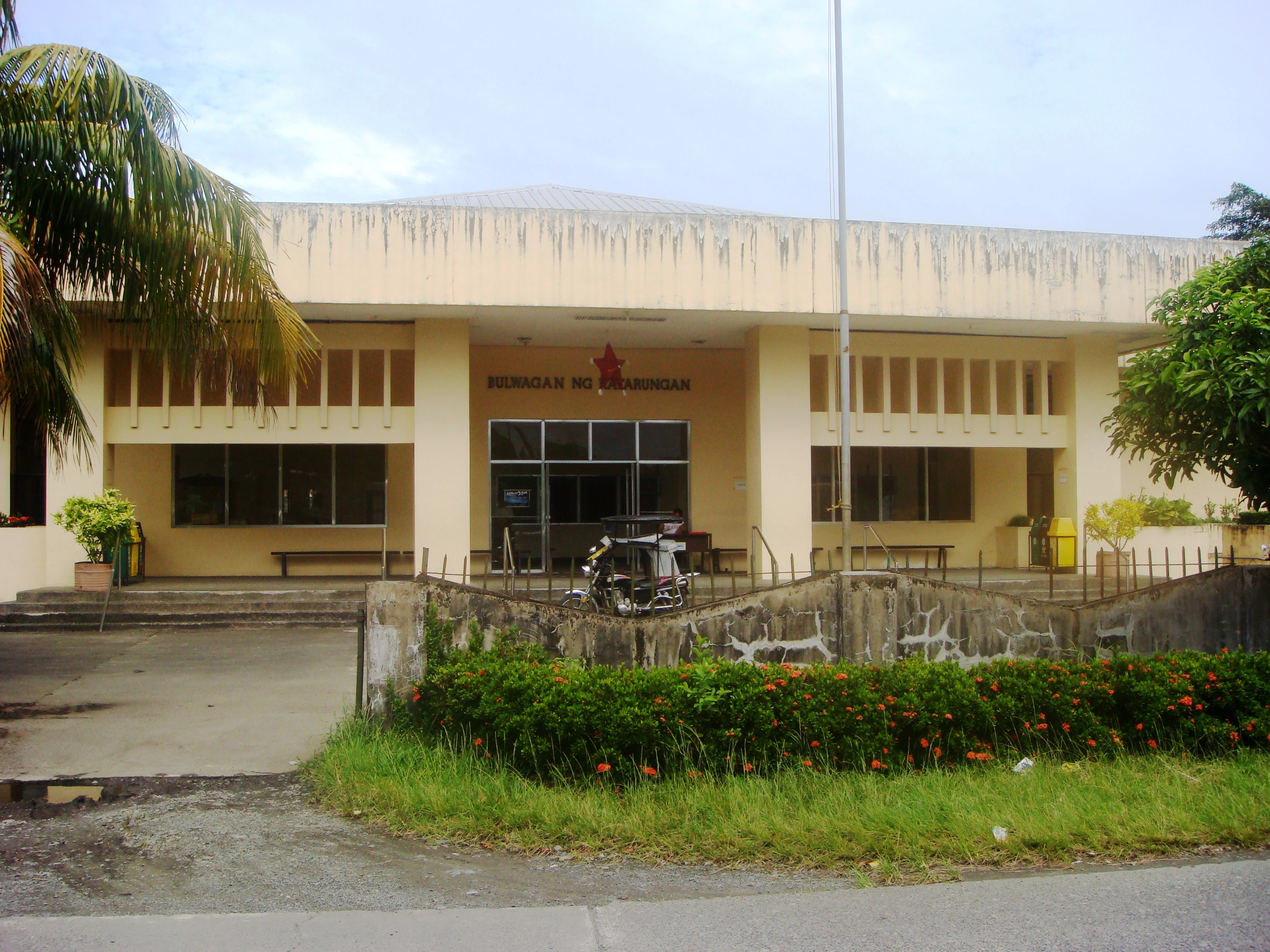
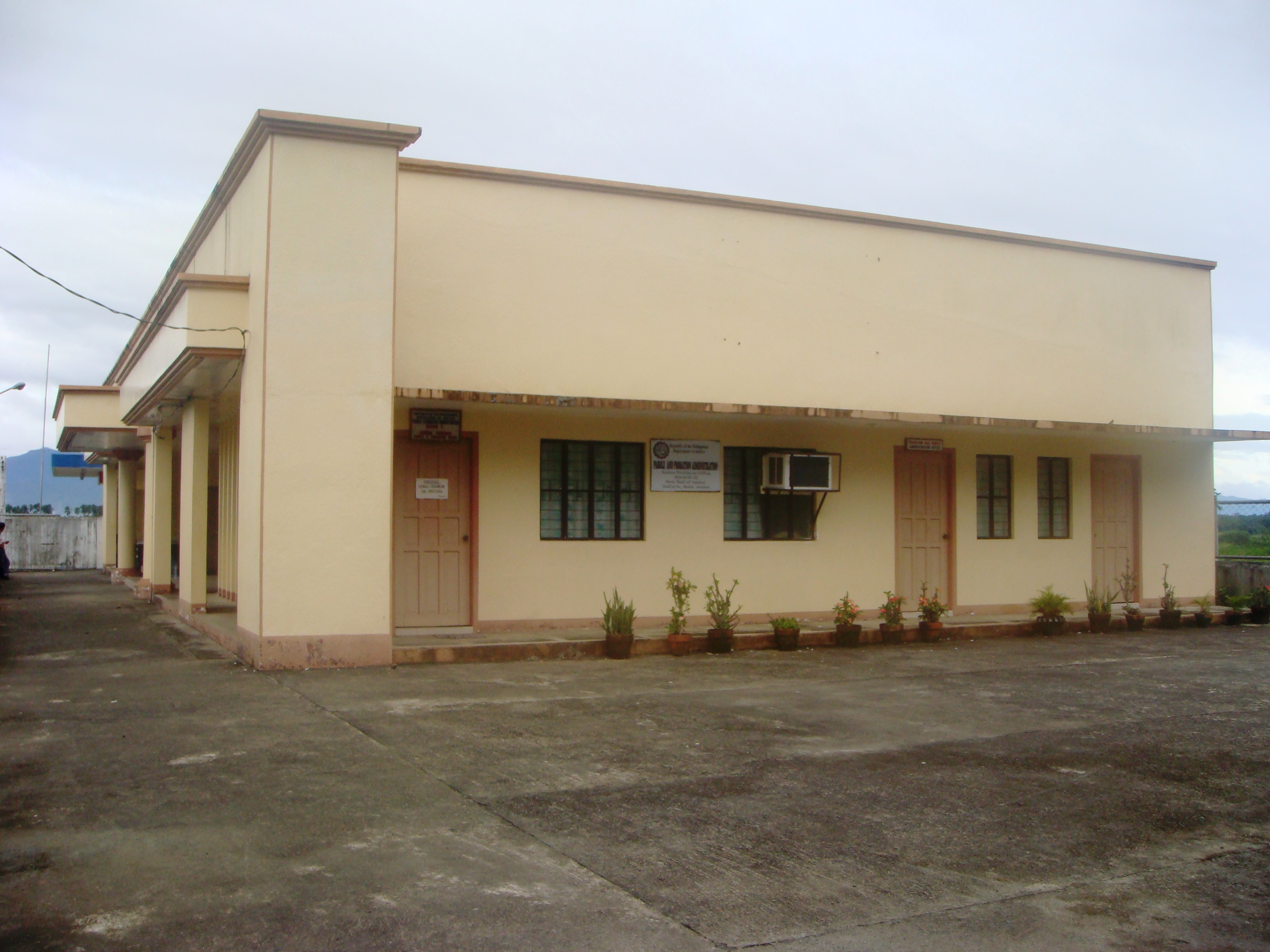
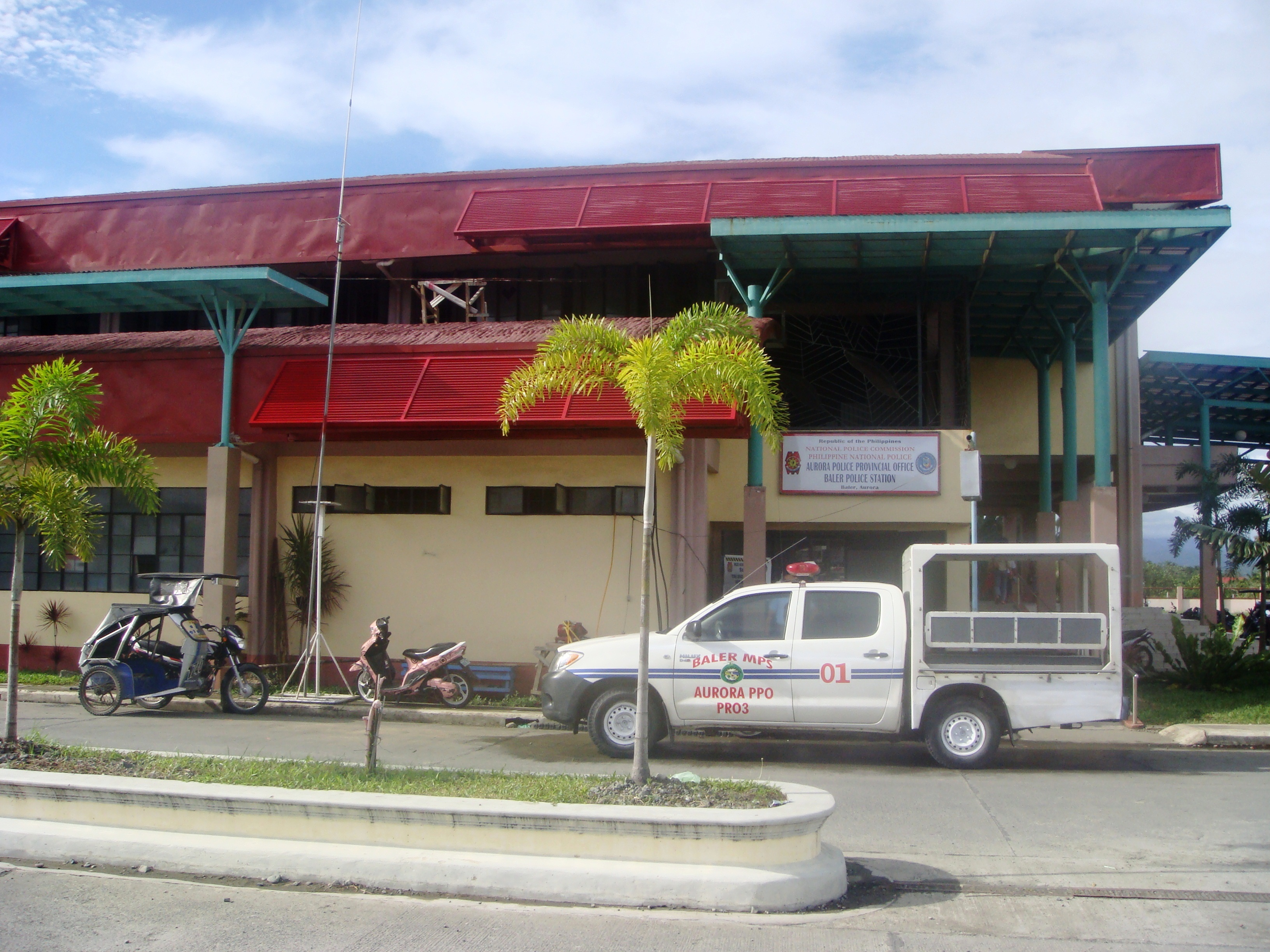
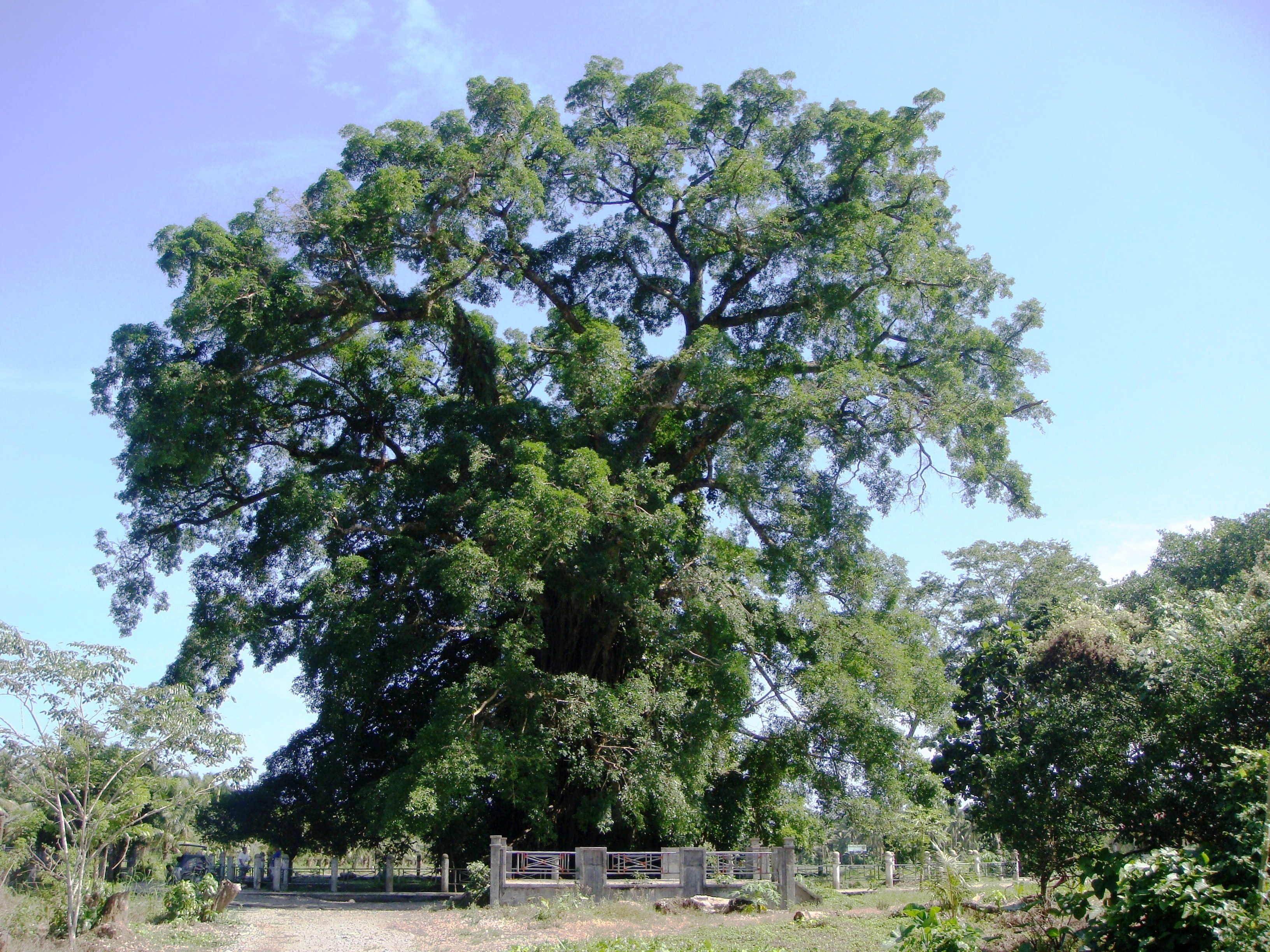
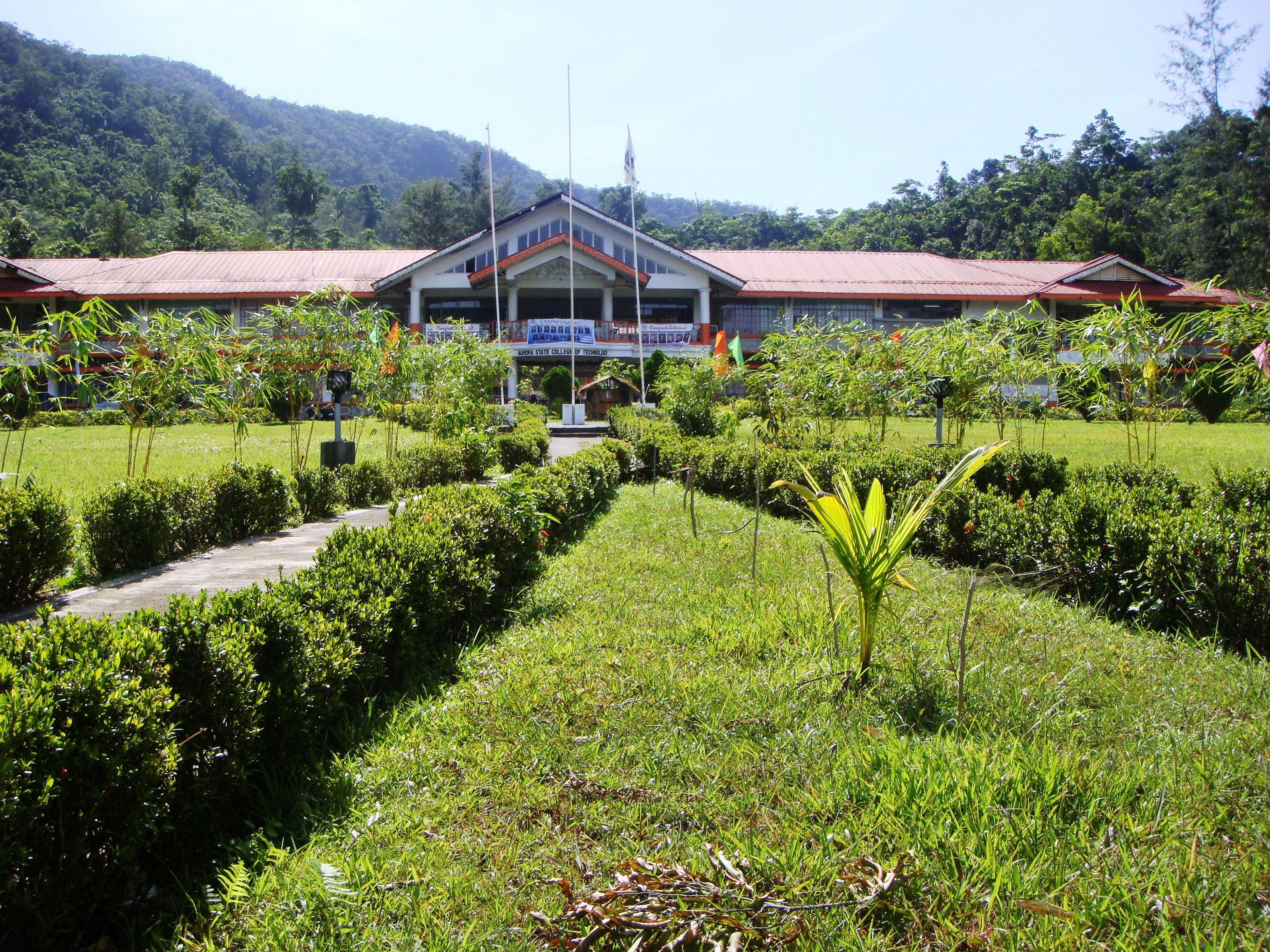
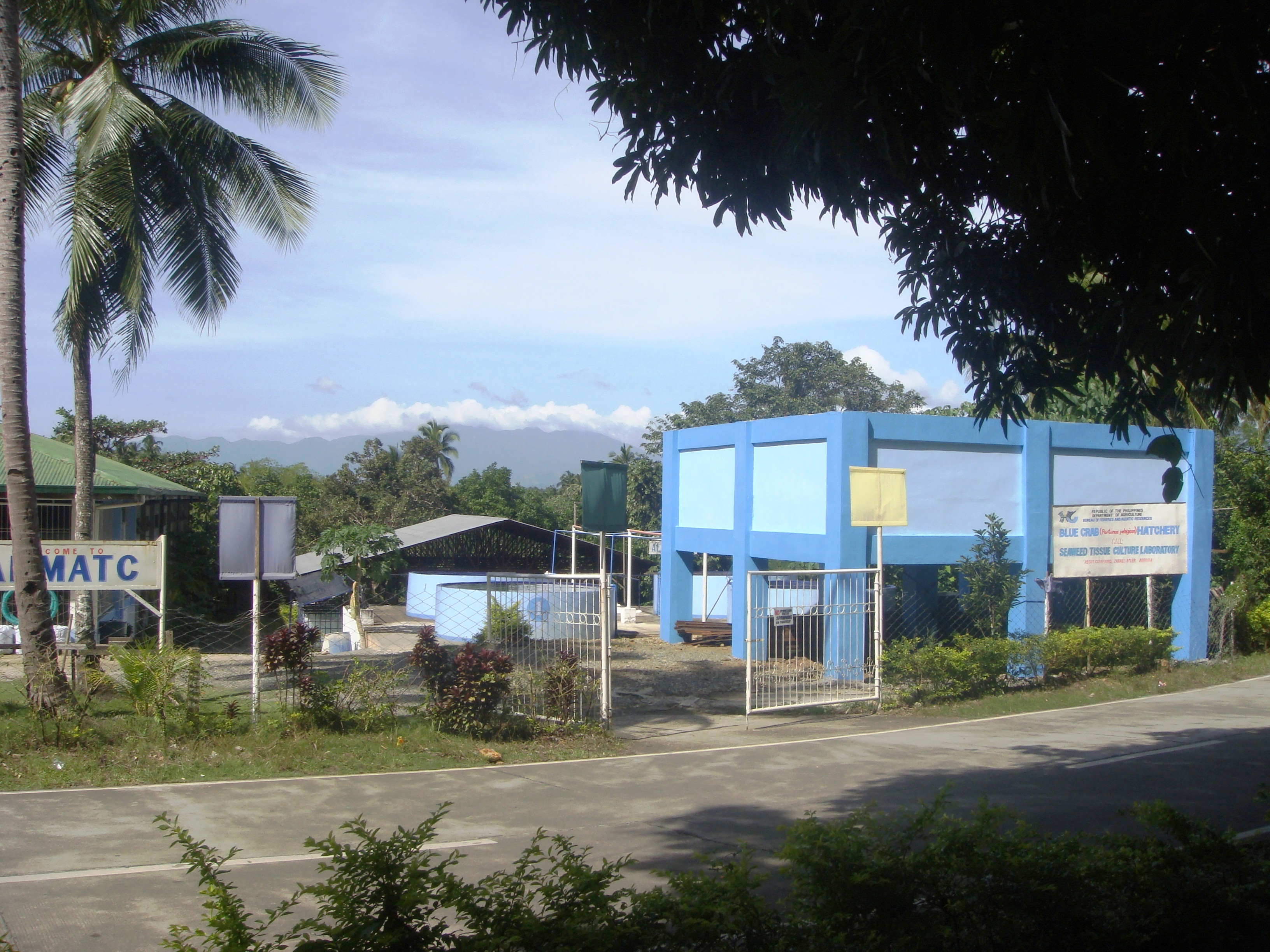
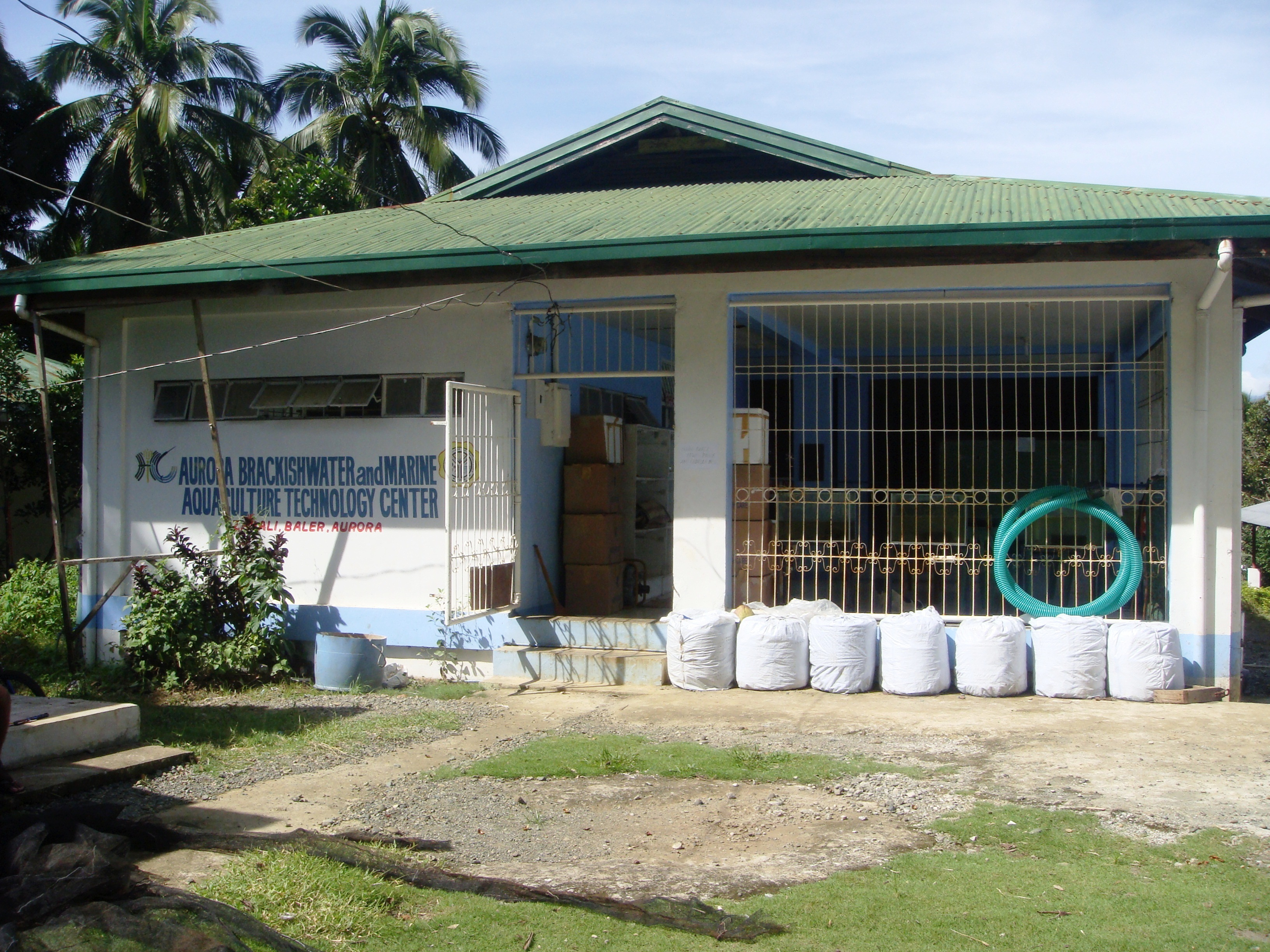
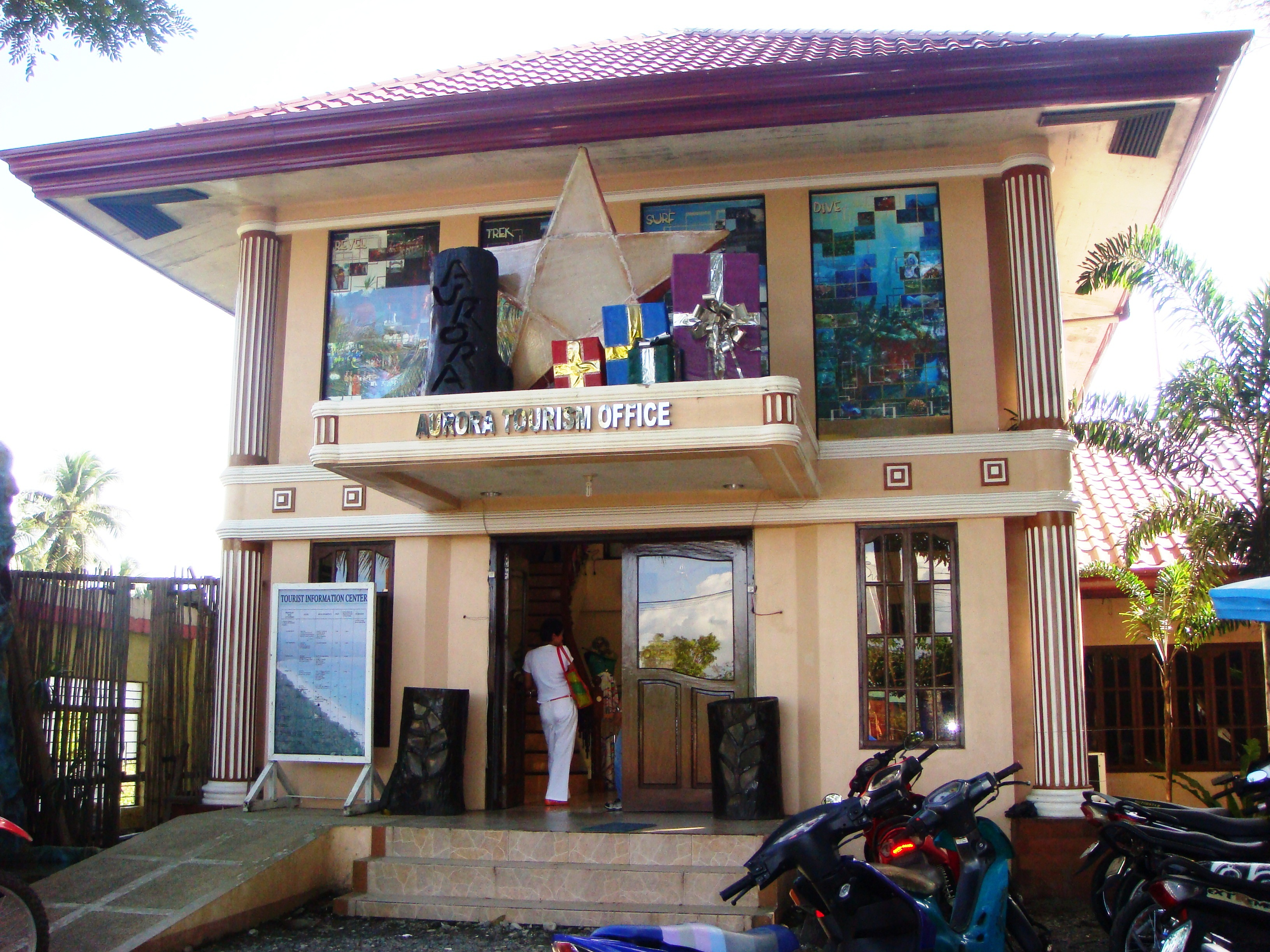